# Джеси Сондърс
Джеси Сондърс е диджей, музикален и филмов продуцент, автор на ремикси, промоутър и музикален импресарио. Той е един от пионерите на хаус музиката, често сочен като „основоположник на хаус музиката“.
Неговият сингъл „On & On“, създаден в съавторство с Винс Лаурънс, е първата хаус песен, отпечатана на грамофонна плоча и пусната в продажба. На 17 юли 1997 г. кметът на Чикаго Ричард Дълей заявява, че този ден ще остане в исторшята като деня на Джеси Сондърс и пионерите на хаус музиката в Чикаго. Джеси е дългогодишен член на Националната академия на звукозаписните изкуства и науки.
Първият му досег с музиката е на петгодишна възраст. Сред музикантите, които изиграват роля за неговото израстване в този ранен етап, са Арета Франклин, Флийтуд Мак, Смоуки Робинсън и Earth, Wind & Fire. Джеси е в една и съща гимназия с Шака Кан и Ар Кели, който е познат вече в хаус средите покрай студийните проекти с хип хаус ветерана Мистър Лий.

## Избрана дискография

### Издания
- On & On (1984)
- Funk U Up (1984)
- Undercover (1984)
- Fantasy (1984)
- Dum Dum (1984)
- Real Love (1985)
- I Am The DJ (1985)
- Dum Dum 2 (1985)
- Love Can't Turn Around (1986)
- Back Up (1987)
- I'm Back Again (1988)
- Sing Sing in the 90's (1990)
- House Trax, Vol. 1 (1991)
- Light My Fire (1992)
- Got Me Runnin (1993)
- I Just Want To (1993)
- Take Me Higher (1996)
- Yeah/Let Me Hear U (1997)
- 12 Inches of Love (1998)
- Body Music (1999)
- On & On (20th Anniversary of House-2003)
- Everybody (2004)
- Feelin Me (2005)
- Luv 2 Luv U (2008)

### Ремикси
- Showdown – No Sovereign (1997)
- It's A Cold, Cold World – lNouveau (1988)
- Come Fly With Me – DJ Pierre (1990)
- My Girl – Kool Skool (1990)
- Vibeology – Paula Abdul (1991)
- We Want The Funk – Gerardo (1991)
- Set Me Free – Jermaine Stewart (1992)
- Where Do We Go – Simple Pleasure (1992)
- Double Good Everything – Smokey Robinson (1992)
- Damn It Feels Good – Geto Boyz (1992)
- What's It Take – Mellow Man Ace (1993)
- Stranger – Buzz Session (1994)
- Loving Tonight – Honey Vox (1994)
- Slide – El Debarge (1995)
- Baby Wants To Ride – Frankie Knuckles (1997)
- Turn It Out – Rick James (1999)
- Fuck It (I Don't Want You Back) (2002)
- Step In The Name of Love – R. Kelly (2003)